# Нижні Чебеньки
Нижні Чебе́ньки (рос. Нижние Чебеньки) — село у складі Сакмарського району Оренбурзької області, Росія.

## Населення
Населення — 133 особи (2010; 132 у 2002).
Національний склад (станом на 2002 рік):
- татари — 86 %